# Арыскумское нефтегазоконденсатное месторождение
Арыскум — нефтегазоконденсатное месторождение Казахстана, расположено в Жалагашском районе Кызылординской области, в 120 км к северу от железнодорожной станции Джусалы и в 320 км к западу от нефтепровода Омск-Павлодар-Шымкент.
Структура подготовлена к поисковому бурению сейсморазведкой МОГТ в 1985 г. Поисковое бурение начато в 1985 г. Месторождение открыто в 1985 г. скважиной 2.
Приурочено к приразломной антиклинальной складке северо-западного простирания, осложняющей центральную часть Арыскумской грабен-антиклинали. Амплитуда поднятия 120 м. Амплитуда разлома в центре 340 м, на севере складки — до 120 м, на юге — 140—160 м.
Газовая залежь с нефтяной оторочкой связана с нижненеокомскими терригенными отложениями, где выделяются два продуктивных горизонта; M-I и М-II. Промышленная нефтегазоносность связана с горизонтом M-II. Залежь пластовая, сводовая, тектонически экранированная. Общая высота залежи, при отметке ВНК — 913 м, равна 108 м, в том числе нефтяной части −27 м.
Нефть оторочки имеет плотность 854 кг/м³ и содержит серы — до 0,46 %, парафина −9,7-27,2 %, асфальтенов и смол силикагелевых — до 16,65 %. Свободный газ состоит из — 93,86 % метана, 2,87 % этана, 1,36 % пропана, 0,65 % бутана 0,65 %, 0,37 % пентанов+высших, 0,01 % гелия, 0,52 % азота + редких, следов сероводорода. Конденсат содержит парафина — 0,01-1,3 % и серы- 0,01-0,06 %.